# Doppelschlag (Trommel)
Doppelschlag (englisch double stroke) nennt sich eine Spieltechnik für Schlagzeuger und Perkussionisten, die mit Schlägeln auf Membranophonen (seltener auf den Idiophonen des Schlagwerks) üblich ist. In erster Linie wird diese Technik auf Rührtrommeln wie der Basler Trommel und der kleinen Trommel ausgeführt. Sie stammt von der Militärmusik her, ist aber nicht auf diese beschränkt.
Man unterscheidet im Schlagzeugspiel zwischen Einzelschlag, Doppelschlag und Pressschlag. Beim Doppelschlag federt der Schlägel nach einem aktiv geführten Schlag durch den aufrechterhaltenen Fingerdruck ein weiteres Mal auf das Instrument zurück, sodass zwei Schläge mit einer Handbewegung möglich sind. 
Der Doppelschlag dient zur Ausführung mehrfacher Vorschläge (zweifach, dreifach, vierfach – auch Flam genannt) und für den sogenannten Doppelschlagwirbel, einen „militärisch“ klingenden Wirbel auf Trommeln. Auch auf der Kessel-Pauke wird manchmal der Doppelschlagwirbel (auch mit weichen Schlägeln) ausgeführt, obwohl der Einzelschlagwirbel auf diesem Instrument verbreiteter ist.
Der Doppelschlagwirbel wird mit einer vorbereitenden Übung gelernt, die sich Mühle nennt.
Mit dem Ausdruck Paradiddle wird der systematische Wechsel von Einzel- und Doppelschlägen bezeichnet. Dies ermöglicht eine lebendige Phrasierung und den schnellen Wechsel zwischen einzelnen Instrumenten.